# Margaret Satterthwaite

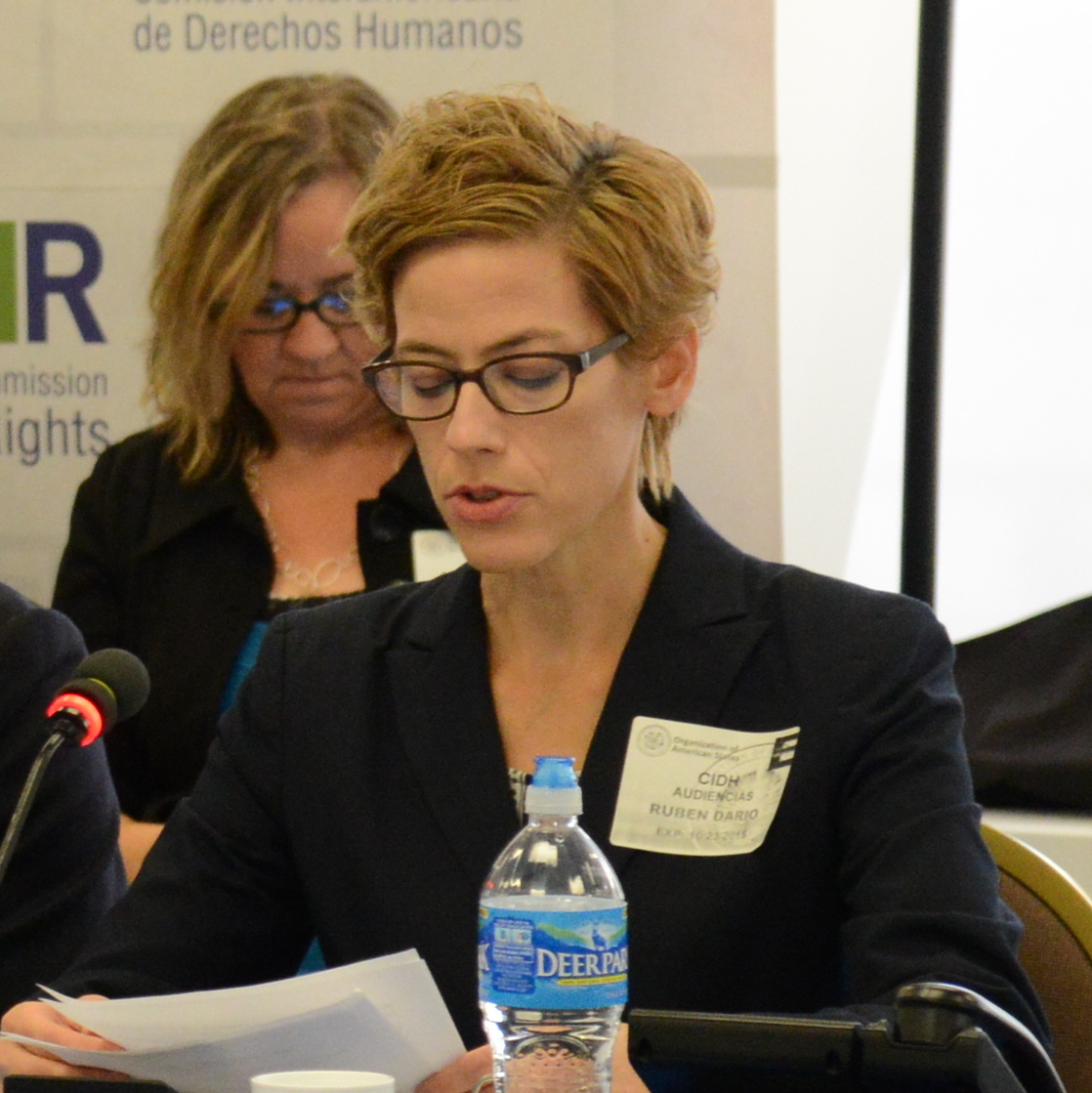
Margaret Satterthwaite

Margaret Satterthwaite (* vor 1975) ist eine US-amerikanische Juristin, Hochschullehrerin und Menschenrechtsexpertin. Seit 2022 ist sie UN-Sonderberichterstatterin für die Unabhängigkeit von Richtern und Rechtsanwälten.

## Herkunft und Ausbildung
Margaret Satterthwaite absolvierte zunächst mit einem Jacob-Burns-Stipendium ein B.A.-Studium in Schreiben, Literatur und Gender, das sie im Mai 1990 abschloss. Sie erhielt ein Stipendium des Center for Cultural Studies und studierte Literatur am Eugene Lang College der New School for Social Research in New York. 1995 erhielt sie ihren Master-Abschluss.
1999 bis 2000 machte sie ein Praktikum bei der Richterin Betty Binns Fletcher (1923–2012) am größten US-Appellationsgericht (US-Court of Appeals for the Ninth Circuit). 2001 bis 2002 absolvierte sie ein Praktikum am Internationalen Gerichtshof in Den Haag.
Im Mai 1999 promovierte sie an der New York University School of Law magna cum laude.

## Karriere
Nach ihrem Masterstudium arbeitete sie an der University of California, Santa Cruz im Herausgeberteam des Journals New York University Review of Law and Social Change.
Von 2003 bis 2005 war sie Forschungsdirektorin am Center for Human Rights & Global Justice der New York University School of Law, 2003 war sie dort auch Mitbegründerin der International Human Rights Clinic, wobei sich der Begriff Clinic für juristische Institutionen etabliert hat, die den Erwerb juristischer Fähigkeiten mittels interaktiver Formate, studentischer Arbeit an realen Fällen und durch forschungsbasiertes Lernen eingebettet in soziopolitische Zusammenhänge vermitteln.
Heute ist Satterthwaite Professor of Clinical Law an der New York University School of Law, leitet dort die Global Justice Clinic und ist faculty director des Robert and Helen Bernstein Institute for Human Rights und des Center for Human Rights and Global Justice.
Ihre wissenschaftliche Arbeit beschäftigt sich unter anderem mit dem Zugang zur Justiz, der Leistungsfähigkeit der Rechtsorgane, der Entwicklung neuer Methoden beispielsweise für den Bereich Menschenrechte.
Satterthwaite unterstützt juristisch Einzelpersonen und Gemeinschaften bei der Wahrnehmung ihrer Rechte auf der ganzen Welt, darunter auch in Guyana, Haiti, Kenia, Nigeria, Nordirland, Uganda, den Vereinigten Staaten und dem Jemen, auch vor der Interamerikanischen Kommission für Menschenrechte (IACHR/CIDH) und der Afrikanischen Kommission der Menschenrechte und der Rechte der Völker (ACHPR).
Sie arbeitet auch für eine Reihe von Menschenrechtsorganisationen wie z. B. Amnesty International USA, wo sie Mitglied des Vorstands war und u. a. das Programm zum Schutz der Menschenrechte bezüglich sexueller Orientierung und sexueller Identität mit entwickelte. Andere Partner sind Street Law, Human Rights First, Global Initiative on Economic and Social Rights, International Service for Human Rights, Digital Democracy und die Haitian Truth and Justice Commission. Daneben ist sie als Expertin und Beraterin in Menschenrechtsfragen für die Weltgesundheitsorganisation, die Weltbank und UN-Sonderberichterstatter tätig.

## Ehrenamtliche Tätigkeit
Im Oktober 2022 wurde Margaret Satterthwaite vom UN-Menschenrechtsrat als Nachfolgerin des Peruaners Diego García-Sayán zur ehrenamtlichen UN-Sonderberichterstatterin zur Unabhängigkeit von Richtern und Staatsanwälten ernannt.

## Privates
Satterthwaite spricht Französisch, haitianisches Kreolisch und Spanisch.

## Publikationen (Auswahl)
- mit Alexandra Zetes: Extraordinary Times – Forthcoming in Beyond Human Rights and the War on Terror, NYU School of Law, Public Law Research Paper No. 18-15, Satvinder Juss (Hrsg.), 2018
- Women Migrants’ Rights under International Human Rights Law in View all authors and affiliations Volume 77, Issue 1 doi:10.1057/palgrave.fr.9400163

- mit Annjanette Rosga: The Trust in Indicators: Measuring Human Rights in IILJ Working Paper 2008/12 (Global Administrative Law Series)